# Arthur Lowe
Arthur Lowe (Hayfield, 22 september 1915 – Birmingham, 15 april 1982) was een Brits acteur.
Lowe werd onder andere bekend van zijn rol als Captain Mainwaring in Dad's Army en speelde talloze rollen in (vooral komische) Britse televisieseries.

## Carrière
Arthur Lowe groeide op in Manchester en was in de Tweede Wereldoorlog militair actief als radartechnicus in de Egyptische woestijn. Hij nam daar zo nu en dan deel aan toneel- en cabaretvoorstellingen voor de troepen. Toen hij afzwaaide als sergeant-majoor had hij de smaak van het acteren te pakken gekregen.
Lowe debuteerde in 1948 met een rolletje in de speelfilm London Belongs to Me, een dramafilm met Richard Attenborough in de hoofdrol. Eind jaren 40 en de rest van de jaren 50 van de 20e eeuw bleef hij rolletjes spelen in speelfilms, zoals One Way Out (1955) en The Green Man (1956).
In 1958 speelde hij in zijn eerste televisieserie, getiteld Leave It to Todhunter, een zesdelige BBC-detectiveserie, met o.a. Ballard Berkeley (de seniele majoor uit Fawlty Towers). Nog hetzelfde jaar en het jaar daarop speelde hij in de 26-delige comedyserie All Aboard. Tussen 1960 en 1965 speelde hij de rol van Leonard Swindley in de langlopende serie Coronation Street.
De jaren 60 waren druk voor Lowe. Hij speelde gastrollen in onder andere Z Cars, The Avengers en Maigret en had rollen in speelfilms. Ook kreeg zijn personage Leonard Swindley uit Coronation Street in 1965 een eigen televisieserie, genaamd Pardon the Expression. De serie werd uitgezonden door ITV en was vrij uniek: het was een van de weinige spin-offs van een soap, die omgezet werd in een sitcom. 36 Afleveringen werden er gemaakt en in 1967 werd er nog een serie gemaakt omtrent Leonard Swindley. Dit keer bleef het bij maar 6 afleveringen.
Vanaf 1968 speelde Lowe zijn welbekende rol als Captain Mainwaring in Dad's Army. Hij deed tussendoor nog veel meer, want in Engeland worden er per seizoen doorgaans slechts 6 afleveringen gemaakt. Dit gaf Lowe genoeg tijd voor andere dingen en hij bleef dan ook rolletjes spelen in speelfilms als The Bed Sitting Room (1969) en Spring and Port Wine (1970). In 1971 werd er een speelfilm gemaakt van Dad's Army, met zo ongeveer alle acteurs van de serie. Ook bleef Lowe gastrollen spelen in andere series en verscheen hij in 1971 vijf keer in de televisieserie Doctor at Large. Zo was hij in 1971-1972 te zien in de comedyserie The Last of the Baskets en de 6-delige serie It's Murder But Is It Art. Ook speelde hij in 1976 in de 11-delige serie Bill Brand.
Een andere rol waarmee hij ook in Nederland enige bekendheid verwierf is die van Father Charles Clement Duddleswell in de comedyserie Bless Me Father (in Nederland uitgezonden als Alle zegen komt van boven). Tussen 1978 en 1981 werden er 21 afleveringen gemaakt. Ook de rol van Redvers Potter in de televisieserie Potter (1979–1980) is redelijk bekend. De serie Potter wordt gezien als de voorloper van One Foot in the Grave.
De laatste serie van Lowe, opgenomen kort voor zijn dood en pas na zijn dood uitgezonden, is de 6-delige comedyserie A.J. Wentworth, BA, uitgezonden op ITV. Zijn laatste wapenfeit was de groots opgezette miniserie Wagner, die in 1983 werd uitgezonden. Hij speelde de rol van Meser.

## Privéleven
Op 10 januari 1948 trouwde Lowe met actrice Joan Cooper, met wie hij tot aan zijn dood getrouwd bleef. Zij was een (getrouwde) toneelspeelster van het reizende theatergezelschap, waaraan Lowe zich verbonden had. Na haar echtscheiding trouwde ze met haar grote liefde Lowe. Joan Cooper speelde in Dad's Army af en toe mee als Miss Fortescue, de uitbaatster van de Marigold Tearoom. Ook speelde ze soms de rol van Dolly, de zuster van de oude soldaat Charles Godfrey, gespeeld door Arnold Ridley. Lowe en Cooper kregen in januari 1953 een zoon, Stephen. 
De laatste jaren van zijn leven werd de gezondheid van Lowe steeds slechter. Hij viel voortdurend plotseling in slaap, een ziekte, die narcolepsie wordt genoemd en had onder meer last van hoge bloeddruk. Voornamelijk om zijn vrouw te plezieren, die na lang afwezig te zijn geweest, weer terug was in het theater, bleef hij aan het werk: dagelijks soms twee voorstellingen en daartussendoor nog interviews en andere zaken.
Toen Lowe in 1982 in zijn kleedkamer in Birmingham aan een beroerte overleed, was hij bezig met een theatertournee. Nog diezelfde dag was hij door de BBC geïnterviewd voor het programma Pebble Mill at One. Lowe is 66 jaar oud geworden. Hij was de vierde acteur van Dad's Army die overleed. Tot grote verbijstering van iedereen stond Lowes weduwe erop, dat de voorstelling van die avond en ook de volgende gewoon doorgingen. Zij speelde zelf ook in dat stuk en wilde er niet van afzien. Enige tijd later ging zij in Lowes geboortestadje wonen, waar zij in 1989 overleed.

## Filmografie
- London Belongs to Me (1948) – forens in trein (niet op aftiteling)
- The Spider and the Fly (1949) – stadsambtenaar
- Floodtide (1949) – pianist (niet op aftiteling)
- Stop Press Girl (1949) – rol onbekend (niet op aftiteling)
- Kind Hearts and Coronets (1949) – verslaggever
- Poet's Pub (1949) – gids op bus (niet op aftiteling)
- Gilbert Harding Speaking of Murder (1954) – derde drama-criticus
- Final Appointment (1954) – Mr. Barrett
- Breakaway (1955) – Mitchell
- The Women for Joe (1955) – George' impresario (niet op aftiteling)
- Windfall (1955) – rol onbekend (niet op aftiteling)
- The Children of the New Forest (televisieserie) – winkelier (afl. "Alone", 1955)
- Reluctant Bride (1955) – Mr. Fogarty
- Pasage of Arms (televisiefilm, 1955) – bediende
- One Wat Out (1955) – Sam
- Murder Anonymous (1955) – expert vingerafdrukken (niet op aftiteling)
- Who Done It? (1956) – rol onbekend (niet op aftiteling)
- Adventure Theater (televisieserie) – derde drama-criticus (afl. "Thirty Days to Die", 1956)
- The Green Man (1956) – radioverkoper
- High Terrace (1956) – rol onbekend (niet op aftiteling)
- Hour of Decision (1957) – rol onbekend
- The Errol Flynn Theatre (televisieserie) – rol onbekend (afl. "Evil Thoughts", 1957)
- Stranger in Town (1957) – juwelier
- Stormy Crossing (1958) – eigenaar garage
- Leave It to Todhunter (televisieserie) – wapensmit (afl. onbekend, 1958)
- All Aboard (televisieserie) – Sydney Barker, steward (26 afl., 1958–1959)
- ITV Play of the Week (televisieserie) – rol onbekend (2 afl., 1958/1960)
- The Boy and the Bridge (1959) – brugtechnicus
- Armchair Theatre (televisieserie) – Mr. Podgers (afl. "Lord Arthur Saville's Crime", 1960)
- Follow That Horse! (1960) – veilingmeester (niet op aftiteling)
- Inside Story (televisieserie) – Fred (afl. "A Present for Penny", 1960)
- Armchair Theatre (televisieserie) – Mr. King (afl. "A Night Out", 1960)
- No Hiding Place (televisieserie) – Raymond Watkins (afl. "Double Fugue", 1960)
- The Day They Robbed the Bank of England (1960) – bankmedewerker (niet op aftiteling)
- Coronation Street (televisieserie) – Leonard Swindley (188 afl., 1960–1965)
- No Hiding Place (televisieserie) – Simpson (afl. "The Long Stretch", 1961)
- Z Cars (televisieserie) – Jakey Ramsden (afl. "Handle with Care", 1962)
- The Sunday-Night Play (televisieserie) – Slippy Wokingham (afl. "So Many Children", 1962)
- Go to Blazes (1962) – Warder
- Maigret (televisieserie) – rol onbekend (afl. "Seven Little Crosses", 1962)
- Armchair Theatre (televisieserie) – kleermaker (afl. "The Snag", 1963)
- This Sporting Life (1963) – Charles Slomer
- Armchair Theatre (televisieserie) – Det. Sgt. Wimpole (afl. "A Nice Little Business", 1964)
- You Must Be Joking! (1965) – rol onbekend
- Pardon the Expression (televisieserie) – Leonard Swindley (37 afl., 1965–1966)
- Turn Out the Lights (televisieserie) – Leonard Swindley (6 afl., 1967)
- De Wrekers (televisieserie) – Benstead (afl. "Dead Man's Treasure", 1967)
- The White Bus (1967) – burgemeester
- Armchair Theatre (televisieserie) – Mr. Godsall (afl. "Mrs Capper's Birthday", 1968)
- The Wednesday Play (televisieserie) – kolonel Harrup (afl. "A Night with Mrs. Da Tanka", 1968)
- if.... (1968) – Mr. Kemp
- Dad's Army (televisieserie) – kapitein George Mainwaring (80 afl., 1968–1977)
- It All Goes to Show (1969) – raadsman Henry Parker
- ITV Playhouse (televisieserie) – rol onbekend (afl. "Murder: When Robin Was a Boy", 1969)
- Rogues' Gallery (televisieserie) – Mr. Cakebread (afl. "The Wicked Stage", 1969)
- The Bed Sitting Room (1969) – vader
- A Voyage Round My Father (televisiefilm, 1969) – rol onbekend
- The Great Inimitable Mr. Dickens (televisiefilm, 1970) – rol onbekend
- Spring and Port Wine (1970) – Mr. Aspinall
- Some Will, Some Won't (1970) – politiesergeant
- Fragment of Fear (1970) – Mr. Nugent
- Jackanory (televisieserie) – voorlezer (afl. "The Emperor's Oblong Pancake", 1970)
- The Rise and Rise of Michael Rimmer (1970) – Ferret
- William Webb Ellis, Are You Mad? (1971) – rol onbekend
- A Hole Lot of Trouble (1971) – Whitehouse
- Doctor at Large (televisieserie) – Dr. Maxwell (5 afl., 1971)
- Adolf Hitler - My Part in His Downfall (1972) – Maj. Drysdale
- The Last of the Baskets (televisieserie) – Redvers Bodkin (afl. "Good Queen Bess Slept Here", 1972)
- It's Murder But Is It Art (televisieserie) – Mr. Phineas Drake (6 afl., 1972)
- The Ruling Class (1972) – Daniel Tucker
- No Sex Please: We're British (1973) – Mr. Bromley
- Theater of Blood (1973) – Horace Sprout
- O Lucky Man! (1973) – Mr. Duff/Charlie Johnson/Dr. Munda
- Blue Peter (televisieserie) – Kapt. George Mainwaring (2 afl., 1973/1974)
- Mr. Men (televisieserie) – verteller (stem, 28 afl., 1974)
- Microbes and Men (televisieserie) – Louis Pasteur (3 afl., 1974)
- David Copperfield (miniserie, 1974) – Wilkins Micawber
- Man About the House (1974) – Spiros
- Churchill's People (televisieserie) – Epillicus, de kapper (afl. "The Lost Island", 1975)
- Play of the Month (televisieserie) – rol onbekend (afl. "The School for Scandal", 1975)
- Shades of Greene (televisieserie) – rol onbekend (afl. "Under the Garden", 1976)
- The Bawdy Adventures of Tom Jones (1976) – Dr. Thwackum
- Bill Brand (televisieserie) – Watson (afl. onbekend, 1976)
- The Galton & Simpson Playhouse (televisieserie) – Harry Duckworth (afl. "Car Along the Pass", 1977)
- Philby, Burgess and Mclean (televisiefilm, 1977) – Herbert Morrison
- The Strange Case of the End of Civilization as We Know It (1977) – Dr. William Watson, M.D.
- The Morecambe & Wise Show (televisieserie) – Kapt. George Mainwaring (afl. "1977 Christmas Show", 1977)
- Daphne Laureola (televisiefilm, 1978) – Gooch
- Bless Me Father (televisieserie) – vader Charles Clement Duddleswell (21 afl., 1978–1981)
- The Plank (televisiefilm, 1979) – kleinere werkman
- The Lady Vanishes (1979) – Charters
- The Lion, the Witch & the Wardrobe (televisiefilm, 1979) – Mr. Beaver (stem Amerikaanse versie)
- Potter (televisieserie) – Redvers Potter (13 afl., 1979–1980)
- Comedy Tonight (televisiefilm, 1980) – rol onbekend
- Sweet William (1980) – Kapitein Walton
- Britannia Hospital (1982) – gast-patiënt
- A.J. Wentworth, BA (televisieserie) – A.J. Wentworth (6 afl., 1982)
- Wagner (miniserie, 1983) – Meser